# San Diego, Colombia
San Diego är en ort i Colombia.   Den ligger i departementet Cesar, i den norra delen av landet, 600 km norr om huvudstaden Bogotá. San Diego ligger 166 meter över havet och antalet invånare är 8 014.
Terrängen runt San Diego är platt åt nordväst, men åt sydost är den kuperad. Runt San Diego är det glesbefolkat, med 19 invånare per kvadratkilometer. Närmaste större samhälle är Valledupar, 16,1 km nordväst om San Diego. Omgivningarna runt San Diego är huvudsakligen savann.